# 小行星32897
小行星32897（32897 Curtharris）是一颗绕太阳运转的小行星，为火星轨道穿越小行星。该小行星于1994年8月1日发现。

## 轨道参数
小行星32897的轨道半长轴为2.3375252 UA，离心率为0.305。